# Da Vinci (chirurgie)
Pour les articles homonymes, voir Da Vinci.

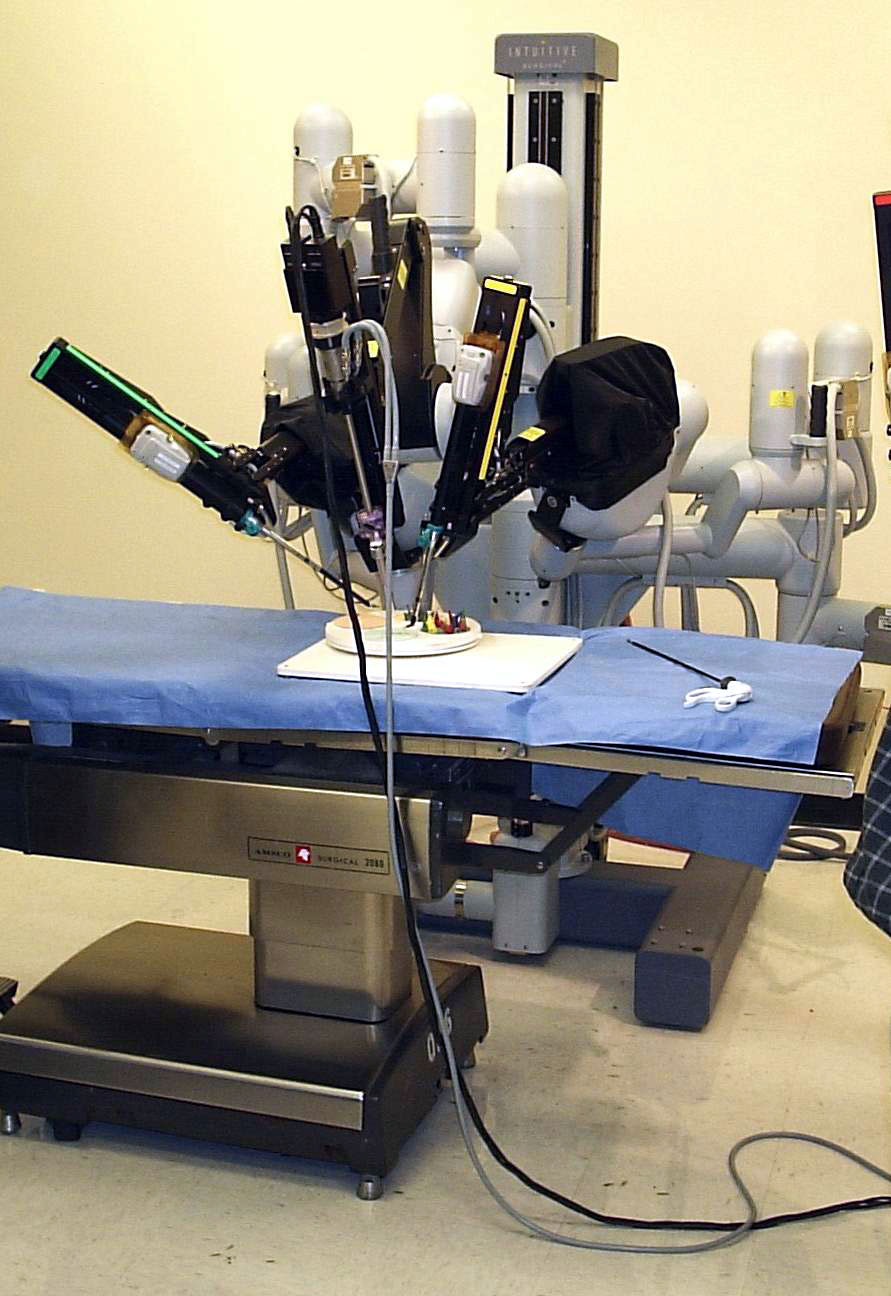
Une table d'opération surmontée des bras d'un Da Vinci.

Un Da Vinci est un robot médical, et plus précisément une machine dirigée par un chirurgien pour réaliser des opérations, principalement au niveau de l'abdomen. Il est vendu par l'entreprise américaine Intuitive Surgical. En avril 2011, elle indiquait que 1 751 exemplaires étaient en service dans le monde.
Début 2010, il n'existait pas de concurrent au robot Da Vinci.

## Description
Le Da Vinci est composé de deux parties. La première se situe au-dessus de la personne à opérer et comporte trois (dans sa première version) ou quatre (à partir du modèle Da Vinci S) bras manipulateurs. Un bras tient une caméra endoscopique, les autres tiennent des instruments chirurgicaux tels qu'un bistouri, ou plus précisément un électrobistouri qui découpe les tissus à l'aide d'un courant électrique.
La seconde est située à quelques mètres de la première, et comporte un siège sur lequel s'assied le chirurgien, deux écrans devant lesquels ce dernier vient placer ses yeux et qui retransmettent en direct la vue en 3D de la caméra endoscopique située sur la première partie, et deux manettes pour contrôler les instruments chirurgicaux situés sur la première partie.
Les deux parties sont reliées par de nombreux câbles afin de transmettre les données de contrôle dans un sens, et de vision dans l'autre.
Un Da Vinci coûte entre un et deux millions d'euros en France. Suivant les versions, il peut peser 650 kg, ou 500 kg. Une version mesure environ deux mètres de haut et un mètre de profondeur.
Plusieurs mécanismes de sécurité sont présents : les bras manipulateurs ne peuvent pas bouger si la tête du chirurgien n'est pas en contact avec la partie permettant de voir le champ opératoire, une protection empêche les bras d'endommager les tissus au niveau du trou par lequel ils pénètrent dans le corps, et des batteries de secours permettent au Da Vinci de fonctionner pendant 20 minutes en cas de coupure de courant.

### ModèleDa Vinci S-HD
Le Da Vinci S-HD fournit des images en 3D et en haute définition.
L'optique de l'endoscope offre au chirurgien une image de basse résolution en 3 dimensions qui restitue la perception du relief, cette vue tridimensionnelle permettant à l'opérateur un contrôle du champ opératoire amélioré par rapport à une chirurgie « ouverte » classique.
Le système fournit plus d'un millier d'informations par seconde à l'ordinateur sur la position de l'optique pour éliminer tout mouvement parasite inadéquat.
L'endoscope peut également réguler automatiquement la température de son extrémité pour limiter les risques de buée.

## Historique

### Autorisation d'utilisation
En juillet 2000, puis en juin 2001, la Food and Drug Administration (FDA) autorise l'utilisation du Da Vinci aux États-Unis pour un certain nombre d'opérations : cholécystectomie, prostatectomie… En mars 2001, Santé Canada a approuvé l'usage du Da Vinci pour les opérations de l'abdomen et du thorax.
Le CHU de Limoges est l'un des premiers centres équipés du Robot Da VINCI avec plusieurs interventions remarquables à son actif.

### Premières utilisations
En 2000, l'équipe du professeur Abbou, de l'hôpital Henri-Mondor, dans la région parisienne, réalise la première prostatectomie robot-assistée mondiale à l'aide d'un robot Da Vinci.

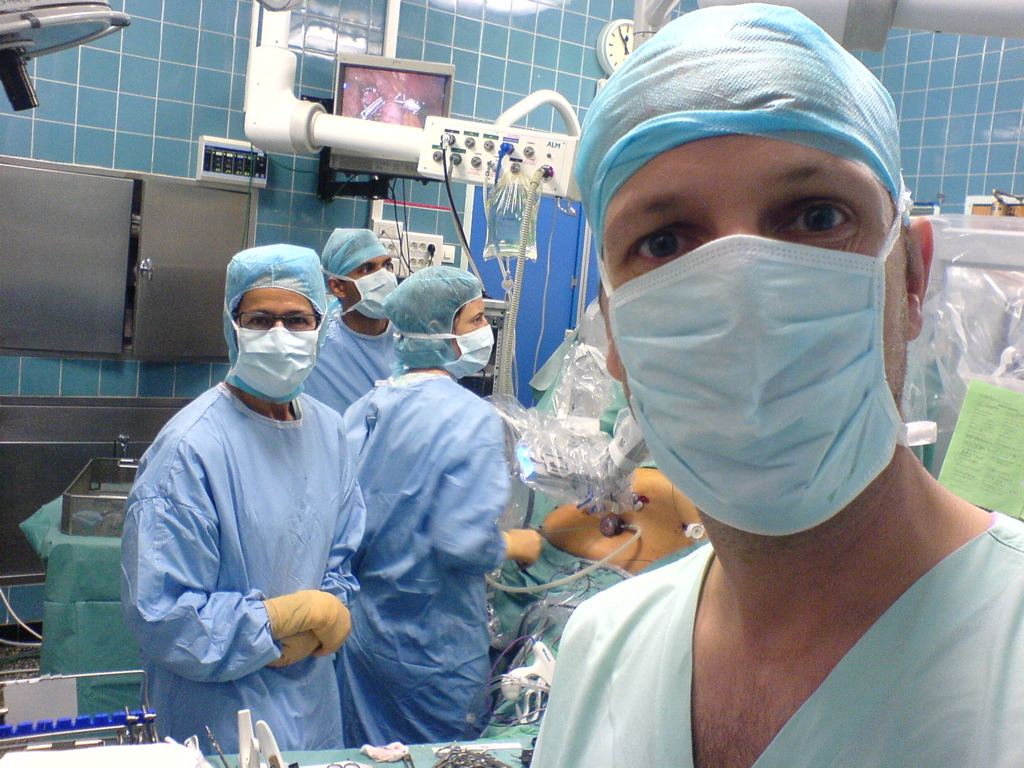
Chirurgien s'apprêtant à poser un by-pass avec l'aide d'un robot Da-Vinci 2004

Fin 2000, des expérimentations sont organisées partout dans le monde. En 2001, les premières opérations sont réalisées à l'aide du Da Vinci.

### Historique des ventes
Près de 1 400 exemplaires avaient été vendus début 2010, dont plus de 1 000 aux États-Unis.
En avril 2011, Intuitive Surgical indique que 1 750 exemplaires sont en service dans le monde.

## Opérations réalisées
Début 2011, 20 % des prostatectomies réalisées en France sont faites à l'aide d'un Da Vinci, contre 80 % aux États-Unis.

### Opérations remarquables
- 2000 : première prostatectomie robot-assistée mondiale par professeur Clément-Claude Abbou en France réalisée avec un Da Vinci[12] ;
- 2003 : première prostatectomie réalisée avec un Da Vinci, par Mani Menon (en) aux États-Unis[13] ;
- novembre 2008 : un Da Vinci est utilisé pour opérer un cancer de la langue ;
- décembre 2008 : premières resynchronisations cardiaques en France avec le robot Da Vinci au CHU de Limoges[14] ;
- 25 septembre 2009 : un Da Vinci est utilisé pour une ablation totale de la glande thyroïde au CHU de Nîmes[15],[16] ;
- début 2010 : un Da Vinci est utilisé  au CHU de Nancy pour opérer une tumeur thoracique d'un enfant de 5 ans[17] ;
- 19 juillet 2010 : un Da Vinci est utilisé pour réaliser la première laryngectomie totale par voie transorale de France (et la quatrième dans le monde), à l’hôpital européen Georges-Pompidou[18] ;
- 27 septembre 2010 : un Da Vinci est utilisé pour la première greffe de pancréas peu invasive au monde, à l'hôpital universitaire de Pise[19] ;
- mai 2011 : un Da Vinci est utilisé pour la première fois pour réaliser une ablation de l'utérus par voie vaginale au CHRU de Lille[20] ;
- octobre 2011 : première européenne en chirurgie robotique néonatale par le Dr Fourcade et son équipe au CHU de Limoges[21].
- 9 juillet 2015 : première mondiale au CHU de Toulouse. Première séquence «Néphrectomie – Transplantation rénale» donneur vivant par voie robot-assistée pure avec extraction et introduction du greffon par voie vaginale. Intervention conçue et coordonnée par le Dr Federico Sallusto, chirurgien responsable du programme de transplantation rénale, et mise au point et réalisée par le Dr Nicolas Doumerc, expert en chirurgie urologique robotique [22].
- Le 1er décembre 2015 : Première mondiale, la première ablation du sein effectuée à l'Hôpital Gustave Roussy à Villejuif (Val-de-Marne) par le Dr Benjamin Sarfati[23].
- Le mercredi 21 février 2018, des chirurgiens de l’Institut Gustave Roussy sont parvenus à retirer une tumeur située dans le rhino-pharynx d’un homme de 28 ans[24].

- En juillet 2020, le Dr Annabel Paye-Jaouen, chirurgienne du service de chirurgie viscérale et urologique pédiatrique de l’hôpital Robert-Debré a réalisé une reconstruction de la jonction pyélo-urétérale assistée par le robot da Vinci en ambulatoire sur un adolescent de 14 ans[25].

### Surcoût engendré par l'utilisation duDa Vinci
Mi-2010, au CHU de Nantes, l'utilisation du Da Vinci pour une opération augmente son coût d'environ 2 000 €. Début 2011, une dépêche AFP annonce un coût de maintenance de 120 000 € par an.

### Prélèvement de rein
Début 2010, le CHU de Nancy utilise un Da Vinci pour réaliser des prélèvements de rein. Il offre au donneur une cicatrisation plus rapide et une douleur post-opératoire atténuée, et permet d’obtenir un greffon de grande qualité.

### Ablation de la thyroïde
L'ablation de la thyroïde réalisée avec un Da Vinci est plus longue, mais évite des effets secondaires, tels qu'une altération de la voix, une baisse du taux de calcium dans le sang après l’opération, une cicatrice importante sur le cou. Il existe certaines contre-indications à l'utilisation d'un Da Vinci pour l'opération, telle que l'obésité.

## Avantages et inconvénients

### Avantages
L'utilisation du Da Vinci par un chirurgien apporte plusieurs avantages : ses bras manipulateurs possèdent sept degrés de liberté, ce qui permet une plus grande aisance en chirurgie minimale-invasive. Ils permettent une plus grande précision des gestes grâce à une filtration des tremblements.
Le mouvement du chirurgien peut être démultiplié par un facteur inférieur à 1 et augmenter ainsi la précision du geste.
La visualisation en trois dimensions de l'espace intracorporel augmente l'aisance du chirurgien lors de l'intervention bien que les autres cœlioscopies sont maintenant aussi en 3D.
Lors d'une opération avec un Da Vinci, le chirurgien bénéficie d'un meilleur confort que lors d'une opération classique sous cœlioscopie ou laparoscopie, il se fatigue donc moins et évite également certains troubles musculosquelettiques, de type tendinite.
Une opération réalisée à l'aide du Da Vinci est équivalente a une opération réalisé sous laparoscopie classique.

### Inconvénients
Le Da Vinci coûte très cher à l'achat et en entretien pour une supériorité que les données actuelles ne permettent pas d'évaluer: plus de deux millions d'euros pour les nouvelles générations de robots. D'autre part les interventions réalisées avec le Da Vinci sont plus chères : 2 000 € de plus au CHU de Nantes, 25 à 30 % de plus aux hôpitaux universitaires de Genève. Elles sont également environ deux fois plus longues en moyenne, d'après Intuitive Surgical, notamment lorsque le chirurgien n'est pas habitué au Da Vinci.
Le Da Vinci ne procure pas de sensation tactile au chirurgien lorsque les pinces touchent un organe, bien que cette amélioration soit prévue à l'avenir par le fabricant.
D'autre part, la société Intuitive Surgical qui fabrique le Da Vinci est en situation de monopole.

## LesDa Vincien usage

### Aux États-Unis
Fin 2011, plus de 1 400 Da Vinci avaient été vendus aux États-Unis.

### En France
Arrivé en France en 2008, 42 exemplaires du Da Vinci avaient été vendus en mars 2011, et une cinquantaine d'hôpitaux étaient équipés en septembre 2013.
La première opération chirurgicale en France à l'aide du robot Da Vinci Xi a eu lieu le 8 décembre 2014 à l'Infirmerie Protestante près de Lyon.

### En Suisse
- Les hôpitaux universitaires de Genève possèdent deux Da Vinci[31] et ont ouvert un centre de formation pour son utilisation en 2008[36]. Le premier Da Vinci a notamment servi à réaliser des bypass gastriques[31].
- La clinique Générale-Beaulieu de Genève possédait en 2007 deux robots Da Vinci[37].
- La clinique de la Source à Lausanne possède le robot Da Vinci XI dans sa structure qu'elle partage depuis 2012 avec le  Centre hospitalier universitaire vaudois (CHUV)[38].
- Le CHUV dispose au sein de son bloc opératoire central de son propre robot depuis 2021[39].
- La clinique des Grangettes à Chêne-Bougeries possède le nouveau Da Vinci XI depuis 2015.
- La clinique de Valère à Sion (Valais) le possède depuis septembre 2018[40].
- La clinique Cecil à Lausanne possède le Robot Da Vinci depuis 2015.

### Au Canada
L'hôpital du Sacré-Cœur de Montréal, a été le premier hôpital canadien à utiliser le Da Vinci. Le Centre hospitalier de l'Université de Montréal (CHUM) l'utilise depuis avril 2012.

## L'enseignement autour duDa Vinci

### En France
- En France, plusieurs centres proposent des formations pour apprendre aux chirurgiens et aux infirmiers à se servir du Da Vinci :

- L'école de chirurgie de Nancy, qui dépend du CHU de la ville[42], a mis en place différents diplômes universitaires dans le domaine de la chirurgie robotique notamment un « diplôme interuniversitaire de chirurgie robotique » afin de valider la maîtrise du Da Vinci[43] et un « DU de chirurgie digestive robotique » afin d'acquérir une spécialisation dans l'utilisation du robot en chirurgie digestive. L'école de chirurgie dispose pour ses formations de cinq simulateurs dV-Trainer (les seuls en Europe[réf. nécessaire]) ainsi que d'un Da Vinci S à demeure, de façon permanente, prêté par son constructeur, Intuitive Surgical
- L'école européenne de chirurgie, à Paris ;
- L'Institut de recherche contre les cancers de l'appareil digestif (IRCAD) au CHU de Strasbourg
- au sein de STAN Institute en partenariat avec l'Université de Lorraine et de l'École de chirurgie de Nancy